# Koreas Grand Prix 2013
Koreas Grand Prix 2013, officiellt 2013 Formula 1 Korean Grand Prix, var en Formel 1-tävling som hölls den 14 oktober 2013 på Korean International Circuit i Yeongam, Korea. Det var den fjortonde tävlingen av Formel 1-säsongen 2013 och kördes över 55 varv. Vinnare av loppet blev Sebastian Vettel för Red Bull, tvåa blev Kimi Räikkönen, även han för Lotus, och trea blev Romain Grosjean, även han för Lotus.

## Kvalet
| KR. | Nr | Förare              | Konstruktör          | Q1       | Q2       | Q3       | Grid |
| --- | -- | ------------------- | -------------------- | -------- | -------- | -------- | ---- |
| 1   | 1  | Sebastian Vettel    | Red Bull-Renault     | 1.38,683 | 1.37,569 | 1.37,202 | 1    |
| 2   | 10 | Lewis Hamilton      | Mercedes             | 1.38,574 | 1.37,824 | 1.37,420 | 2    |
| 3   | 2  | Mark Webber         | Red Bull-Renault     | 1.39,138 | 1.37,840 | 1.37,464 | 131  |
| 4   | 8  | Romain Grosjean     | Lotus-Renault        | 1.39,065 | 1.38,076 | 1.37,531 | 3    |
| 5   | 9  | Nico Rosberg        | Mercedes             | 1.38,418 | 1.38,031 | 1.37,679 | 4    |
| 6   | 3  | Fernando Alonso     | Ferrari              | 1.38,520 | 1.37,978 | 1.38,038 | 5    |
| 7   | 4  | Felipe Massa        | Ferrari              | 1.38,884 | 1.38,295 | 1.38,223 | 6    |
| 8   | 11 | Nico Hülkenberg     | Sauber-Ferrari       | 1.38,427 | 1.37,913 | 1.38,237 | 7    |
| 9   | 12 | Esteban Gutiérrez   | Sauber-Ferrari       | 1.38,725 | 1.38,327 | 1.38,405 | 8    |
| 10  | 7  | Kimi Räikkönen      | Lotus-Renault        | 1.38,341 | 1.38,181 | 1.38,822 | 9    |
| 11  | 6  | Sergio Pérez        | McLaren-Mercedes     | 1.39,049 | 1.38,362 |          | 10   |
| 12  | 5  | Jenson Button       | McLaren-Mercedes     | 1.38,882 | 1.38,365 |          | 11   |
| 13  | 19 | Daniel Ricciardo    | Toro Rosso-Ferrari   | 1.38,525 | 1.38,417 |          | 12   |
| 14  | 15 | Adrian Sutil        | Force India-Mercedes | 1.38,988 | 1.38,431 |          | 14   |
| 15  | 14 | Paul di Resta       | Force India-Mercedes | 1.39,185 | 1.38,718 |          | 15   |
| 16  | 18 | Jean-Éric Vergne    | Toro Rosso-Ferrari   | 1.39,075 | 1.38,781 |          | 16   |
| 17  | 17 | Valtteri Bottas     | Williams-Renault     | 1.39,470 |          |          | 17   |
| 18  | 16 | Pastor Maldonado    | Williams-Renault     | 1.39,987 |          |          | 18   |
| 19  | 20 | Charles Pic         | Caterham-Renault     | 1.40,864 |          |          | 19   |
| 20  | 21 | Giedo van der Garde | Caterham-Renault     | 1.40,871 |          |          | 20   |
| 21  | 22 | Jules Bianchi       | Marussia-Cosworth    | 1.41,169 |          |          | 222  |
| 22  | 23 | Max Chilton         | Marussia-Cosworth    | 1.41,322 |          |          | 21   |

| Vidare från första kvalrundan ▬▬ Vidare från andra kvalrundan ▬▬ |

Noteringar:
- ^1  — Mark Webber fick tio platsers nedflyttning eftersom han fått sin tredje reprimand för säsongen.[1]
- ^2  — Jules Bianchi fick fem platsers nedflyttning för att ha hindrat Paul di Resta.[2]

## Loppet
| Pos. | Nr | Förare              | Konstruktör          | Varv | Tid             | Grid | P  |
| ---- | -- | ------------------- | -------------------- | ---- | --------------- | ---- | -- |
| 1    | 1  | Sebastian Vettel    | Red Bull-Renault     | 55   | 1:43.13,701     | 1    | 25 |
| 2    | 7  | Kimi Räikkönen      | Lotus-Renault        | 55   | +4,224          | 9    | 18 |
| 3    | 8  | Romain Grosjean     | Lotus-Renault        | 55   | +4,927          | 3    | 15 |
| 4    | 11 | Nico Hülkenberg     | Sauber-Ferrari       | 55   | +24,114         | 7    | 12 |
| 5    | 10 | Lewis Hamilton      | Mercedes             | 55   | +25,255         | 2    | 10 |
| 6    | 3  | Fernando Alonso     | Ferrari              | 55   | +26,189         | 5    | 8  |
| 7    | 9  | Nico Rosberg        | Mercedes             | 55   | +26,698         | 4    | 6  |
| 8    | 5  | Jenson Button       | McLaren-Mercedes     | 55   | +32,262         | 11   | 4  |
| 9    | 4  | Felipe Massa        | Ferrari              | 55   | +34,390         | 6    | 2  |
| 10   | 6  | Sergio Pérez        | McLaren-Mercedes     | 55   | +35,155         | 10   | 1  |
| 11   | 12 | Esteban Gutiérrez   | Sauber-Ferrari       | 55   | +35,990         | 8    |    |
| 12   | 17 | Valtteri Bottas     | Williams-Renault     | 55   | +47,049         | 17   |    |
| 13   | 16 | Pastor Maldonado    | Williams-Renault     | 55   | +50,013         | 18   |    |
| 14   | 20 | Charles Pic         | Caterham-Renault     | 55   | +1.03,578       | 19   |    |
| 15   | 21 | Giedo van der Garde | Caterham-Renault     | 55   | +1.04,501       | 20   |    |
| 16   | 22 | Jules Bianchi       | Marussia-Cosworth    | 55   | +1.07,970       | 22   |    |
| 17   | 23 | Max Chilton         | Marussia-Cosworth    | 55   | +1.12,898       | 21   |    |
| 18   | 18 | Jean-Éric Vergne    | Toro Rosso-Ferrari   | 53   | Bromsar         | 16   |    |
| 19   | 19 | Daniel Ricciardo    | Toro Rosso-Ferrari   | 52   | Bromsar         | 12   |    |
| 20   | 15 | Adrian Sutil        | Force India-Mercedes | 50   | Kollisionsskada | 14   |    |
| Ret  | 2  | Mark Webber         | Red Bull-Renault     | 36   | Eld             | 13   |    |
| Ret  | 14 | Paul di Resta       | Force India-Mercedes | 24   | Olycka          | 15   |    |

| Förare och stall som tog poäng ▬▬ |

## Ställning efter loppet
|     | Pos. | Förare           | Poäng |
| --- | ---- | ---------------- | ----- |
| ▬   | 1    | Sebastian Vettel | 272   |
| ▬   | 2    | Fernando Alonso  | 195   |
| ▲ 1 | 3    | Kimi Räikkönen   | 167   |
| ▼ 1 | 4    | Lewis Hamilton   | 161   |
| ▬   | 5    | Mark Webber      | 130   |

|   | Pos. | Konstruktör      | Poäng |
| - | ---- | ---------------- | ----- |
| ▬ | 1    | Red Bull-Renault | 402   |
| ▬ | 2    | Ferrari          | 284   |
| ▬ | 3    | Mercedes         | 283   |
| ▬ | 4    | Lotus-Renault    | 239   |
| ▬ | 5    | McLaren-Mercedes | 81    |

- Notering: Endast de fem bästa placeringarna i vardera mästerskap finns med på listorna.